# 山下きほ
山下 きほ（やました きほ、1994年12月22日 - ）は、日本のタレント、歌手。ラッド・エンターテインメント所属。
神奈川県ローカルアイドルグループ『ナチュラルポイント』メンバー。

## 略歴
- 2005年 f.s.p dance studio（現：トムボウイ・ダンスインスティテュート横浜鶴見スタジオ）「アイドルアカデミー」選抜生徒にて結成された『ナチュラルポイント』オリジナルメンバーになる。
- 2007年 トムボウイ・ダンスインスティテュート横浜鶴見スタジオ）にてダンスインストラクターを始める。

## 人物・エピソード
- 7歳からダンススクールに通っている。
- ダンスを始めてから引っ込み思案な性格が直りつつある。
- 工場や飛行機が好きで週末にはカメラを持って出かける。
- 中学校では美術部に所属していた。
- ナチュラルポイントの「ロマンチック担当」として長年親しまれてきたが牛丼が大好きすぎることから2013年には「牛丼担当」としてナチュラルポイントのサブリーダーを担っていた。ロマンチック担当は健在だが2015年3月ではプリンが大好きという疑惑も浮上した。

## 出演・作品
ナチュラルポイントとしての活動はナチュラルポイント#作品を参照。